# Los Aliados (revista)
Los Aliados fue una revista editada en Madrid a lo largo de 1918, durante la Primera Guerra Mundial.

## Descripción
La revista, editada en Madrid y que publicó su primer número el 13 de julio de 1918, hizo honor a su título, al defender posiciones aliadófilas en el contexto de la Primera Guerra Mundial, sirviendo como medio de propaganda bélica. Cesó su publicación el 30 de noviembre de 1918, ya finalizada la contienda. Su director fue Carlos Micó España.